# Ram-Zet
Ram-Zet es una banda de metal formada en Hamar, Noruega en 1998. 

## Historia
Ram-Zet comenzó como un proyecto de un solo hombre por el cantante y guitarrista Zet (Henning Ramseth); sin embargo,  Ram-Zet evolucionó hasta convertirse en una banda en plena madurez con la llegada de Kuth (Kent Frydenlund, batería) y Solem (Kjell Solem, bajo), lo que llevó a la liberación del álbum debut Pure Therapy   en septiembre de 2000.
Para ese entonces, la banda creó su propio estudio personal en Noruega, denoninado Space Valley Studios, lugar donde grabarían y producirían todos sus discos en lo sucesivo. 
El grupo se vio completo con la llegada de la cantante finlandesa Miriam Renvåg, conocida como Sfinx,  incorporada en 2000 previo a las sesiones de Pure Therapy
No obstante, la conformación de la banda ha sido particularmente inconsistente, con Zet,  Sfinx y Küth como los únicos miembros permanentes a través del tiempo. En 2003, Solem fue sustituido por Daniel (Jon-Øyvind Nordby) y  hasta la fecha el bajista es Lanius (Lars Andre Lien). Por varios años, el encargado de los teclados y la orquestación fue Magnus (Magnus Østvang), quien decidió marcharse en 2008 y dejar su lugar a KA (Karoline Amb). Finalmente, la violinista Sareeta (Ingvild Johannesenn) perteneció a la banda hasta 2009.
Luego de publicar cinco álbumes de estudio y con 14 años de existencia, la agrupación se tomó un receso por tiempo indefinido, ante la salida de algunos de sus miembros más destacados; en particular, su líder Zet pasó a formar parte de la banda de death metal melódico Vardøger en 2013. Ese mismo año, Sfinx fue elegida como la vocalista de Viper Solfa.

## Estilo musical
La música de Ram-Zet es muy diversa. Abarca desde el black metal hasta el  thrash metal. Tiene sonidos industriales, estructuras progresivas e instrumentos tradicionales que forman un estilo innovador. 
Zet es el autor intelectual de la banda, a la cual ha llamado "esquizo-metálica". Su música contiene una gran cantidad de cambios extraños de tiempo, armonías poco convencionales y la participación inusual del violín. De hecho, las estructuras de las canciones se caracterizan a menudo por una especie de  mosaico formado por diferentes secciones altamente contrastantes y yuxtapuestas entre sí.  Dadas estas características y a su amplia variedad de géneros, ellos pueden ser considerados como una banda de avant-garde metal. 
Las letras de Ram-Zet están fuertemente vinculadas al tema de la esquizofrenia, un aspecto que parece obsesionar e incluso afectar a Zet. Las letras de los álbumes conceptuales  Pure Therapy,  Escape, e Intra  giran en su totalidad en torno a este trastorno mental.  Estos tres discos presentan una única historia que corre a través de ellos y cuentan con dos personajes principales: un paciente esquizofrénico, internado en una institución mental dudosa (cantada por Zet), y una enfermera tratando de ayudarlo a evadir su realidad (cantada por Sfinx).

## Miembros
- Zet (Henning Ramseth) - Vocales, Guitarra (Ride the Sky)
- Sfinx (Miriam Renvåg) - Vocales (ex-For My Pain..., ex-Eternal Tears of Sorrow)
- Küth (Kent Frydenlund) - Batería, Percusión  (The Kovenant)
- Lanius (Lars Andre Lien) - Bajo, Didgeridoo (incorporado después del álbum Intra )
- KA (Karoline Amb) - Teclados  (incluida durante las sesiones de Neutralized)

### Exmiembros
- Solem (Kjell Solem)  - Bajo (en Pure Therapy y Escape) 2000-2003
- Daniel (Jon-Øyvind Nordby) - Bajo (en Intra) 2003-2006
- Magnus (Magnus Østvang) - Teclados (Return) (abandonó después de Intra) 2001-2008
- Sareeta (Ingvild Johannesen) - Violín, Coros (Ásmegin, Solefald) 2001-2009[2]

## Discografía
- Pure Therapy CD (2000, Spikefarm/Century Media Records)
- Escape CD (2002, Spikefarm)
- Intra CD (2005, Tabu Records)
- Neutralized (2009, Ascendance Records)[3]
- Freaks in Wonderland CD (2012, SpaceValley)[4]